# Rumänien-Rundfahrt 1965

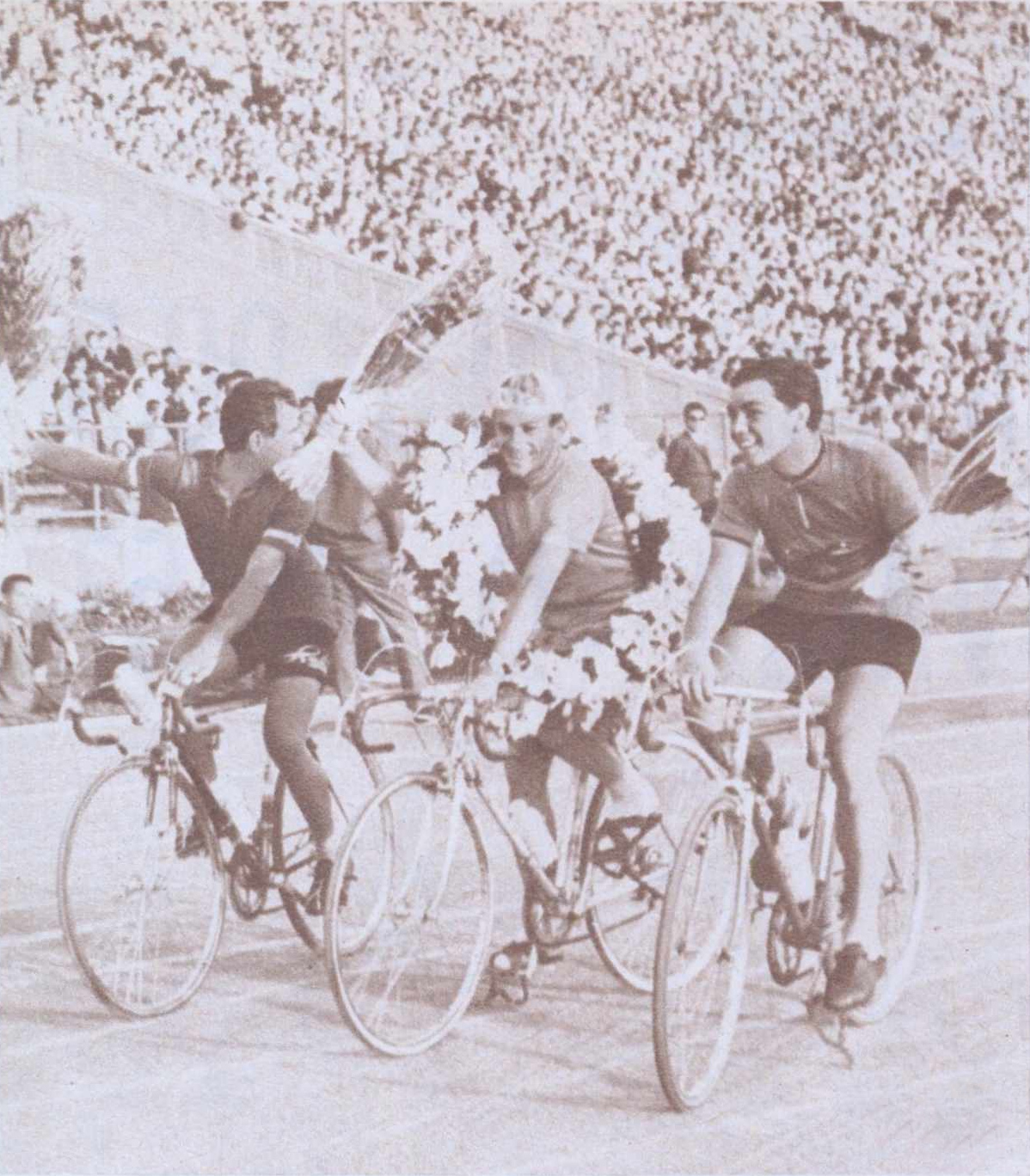
Ehrenrunde der drei Erstplatzierten, Gabriel Moiceanu, Józef Gawliczek, Harald Dippold

Das Etappenrennen Rumänien-Rundfahrt 1965 (rumänisch Turul ciclist al României) führte über sieben Etappen und 1.172 Kilometer von Baia Mare nach Bukarest. Es war die 15. Austragung der Rumänien-Rundfahrt. Gesamtsieger wurde Józef Gawliczek aus Polen.

## Teilnehmer
Am Start waren Nationalmannschaften aus der Polen, der Tschechoslowakei, Italien, der DDR, den Niederlanden, Österreich und Rumänien sowie einige Vereinsmannschaften aus Rumänien. Von den 60 gestarteten Radrennfahrern erreichten 38 das Ziel.

## Rennen
Veranstalter war der rumänische Radsportverband. Die Gesamtdistanz betrug 1.172 Kilometer, wobei es keinen Ruhetag gab. Neben der Einzelwertung gab es eine Mannschaftswertung und ein Klassement für die besten Bergfahrer. Der spätere Gesamtsieger Gawliczek übernahm nach der 2. Etappe das Führungstrikot.

## Etappen
Die Rundfahrt führte über insgesamt sieben Etappen mit einem Einzelzeitfahren.
1. Etappe 174 Kilometer: Sieger Józef Gawliczek, Polen
2. Etappe 154 Kilometer: Sieger Józef Gawliczek, Polen
3. Etappe 170 Kilometer: Sieger Marek Szumiakowski, Polen
4. Etappe 215 Kilometer: Sieger Lothar Lingner, DDR
5. Etappe 1. Teil 112 Kilometer: Sieger Ion Ciubanu, Vointa Ploesti
5. Etappe 2. Teil (Einzelzeitfahren) 28 Kilometer: Sieger Daan Holst, Niederlande
6. Etappe 137 Kilometer: Sieger Constantin Dumitrescu, Rumänien
7. Etappe 180 Kilometer: Sieger  Gheorghe Bădără, Steaua Bukarest

## Gesamtwertungen

### Einzel (Gelbes Trikot)
Im Endklassement siegte Józef Gawliczek, dessen Sieg von einer starken polnischen Mannschaft abgesichert wurde. Er trug das Führungstrikot ab der 2. Etappe bis zum Ziel in Bukarest. Die Vorentscheidung fiel beim Einzelzeitfahren, in dem Gawliczek mit dem 2. Platz seinen Vorsprung ausbauen konnte. 
| Platz | Name               | Mannschaft      | Zeit       |
| ----- | ------------------ | --------------- | ---------- |
| 1.    | Józef Gawliczek    | Polen           | 30:41:50 h |
| 2.    | Gabriel Moiceanu   | Dinamo Bukarest | + 0:52 min |
| 3.    | Harald Dippold     | DDR             | + 1:32 min |
| 4.    | Dieter Voigtländer | DDR             | + 1:55 min |
| 5.    | Constantin Ghera   | Steaua Bukarest | + 2:37 min |
| 6.    | Daan Holst         | Niederlande     | + 2:56 min |

### Mannschaftswertung
Die Mannschaftswertung gewann die Vereinsmannschaft von Steaua Bukarest vor Polen und der DDR.

### Bergwertung
Sieger der Bergwertung wurde Constantin Dumitrescu.